# Bomarion aureolatum
Bomarion aureolatum är en skalbaggsart som beskrevs av Martins 1968. Bomarion aureolatum ingår i släktet Bomarion och familjen långhorningar. Inga underarter finns listade.